# The Plague (magazine)
Pour les articles homonymes, voir The Plague.
The Plague est le magazine de divertissement de l'Université de New York. Fondé en 1978 par Howard Ostrowsky, John Rawlins, Joe Pinto et Dan Fiorella, il est publié chaque semestre.
Comme beaucoup de magazines universitaires d'humour, The Plague se moque souvent de la culture populaire, de la vie du campus ainsi que des particularités de l'Université de New York.
Les bureaux du magazine sont situés au Kimmel Center où les étudiants qui s'en occupent peuvent avoir accès au matériel informatique et aux logiciels de mise en pages (tel que QuarkXPress).
-
Quelques articles récents[Quand ?] ont été remarqués et ont été publiés en page 6 du New York Post,.